# سونيا سميث
سونيا سميث (بالإنجليزية: Sonya Smith)‏ هي ممثلة أمريكية وفنزويلية، ولدت في 23 أبريل 1972 في الولايات المتحدة.

## وصلات خارجية
- سونيا سميث على موقع IMDb (الإنجليزية)
- سونيا سميث على موقع روتن توميتوز (الإنجليزية)
- سونيا سميث على موقع ألو سيني (الفرنسية)
- سونيا سميث على موقع أول موفي (الإنجليزية)
- سونيا سميث على موقع قاعدة بيانات الفيلم (الإنجليزية)
- سونيا سميث على موقع كينوبويسك (الروسية)